# مارثا ويليامسون
مارثا ويليامسون (بالإنجليزية: Martha Williamson)‏ هي مخرجة منفذة وكاتِبة أمريكية، ولدت في 1955 في دنفر في الولايات المتحدة.